# Памятник воинам-интернационалистам (Петровский район, Донецк)
Памятник погибшим воинам-интернационалистам в Донецке посвящён жителям Пролетарского района Донецка, которые не вернулись с войны в Афганистане. Автором памятника является скульптор, член Национального союза художников Украины Пискун Виктор Федорович.